# Puerta del Vallado
La Puerta del Vallado,
(en gallego: «Porta do Valado») es una de las tres puertas que quedan en pie, de un total de cinco que formaban parte del antiguo recinto amurallado de la ciudad de Vivero (provincia de Lugo, Galicia, España). Esta edificación está considerada desde el año 1949 como un Bien de Interés Cultural dentro del catálogo de monumentos del patrimonio histórico de España.
La puerta daba a la antigua calzada romana. Aunque carece de inscripciones relativas a su época de construcción, está considerada del siglo XIII, pero de origen romano. A ambos lados de la puerta, en la calle Nicolás Cora, antes llamada del Valado, se conservan restos de la muralla primitiva.

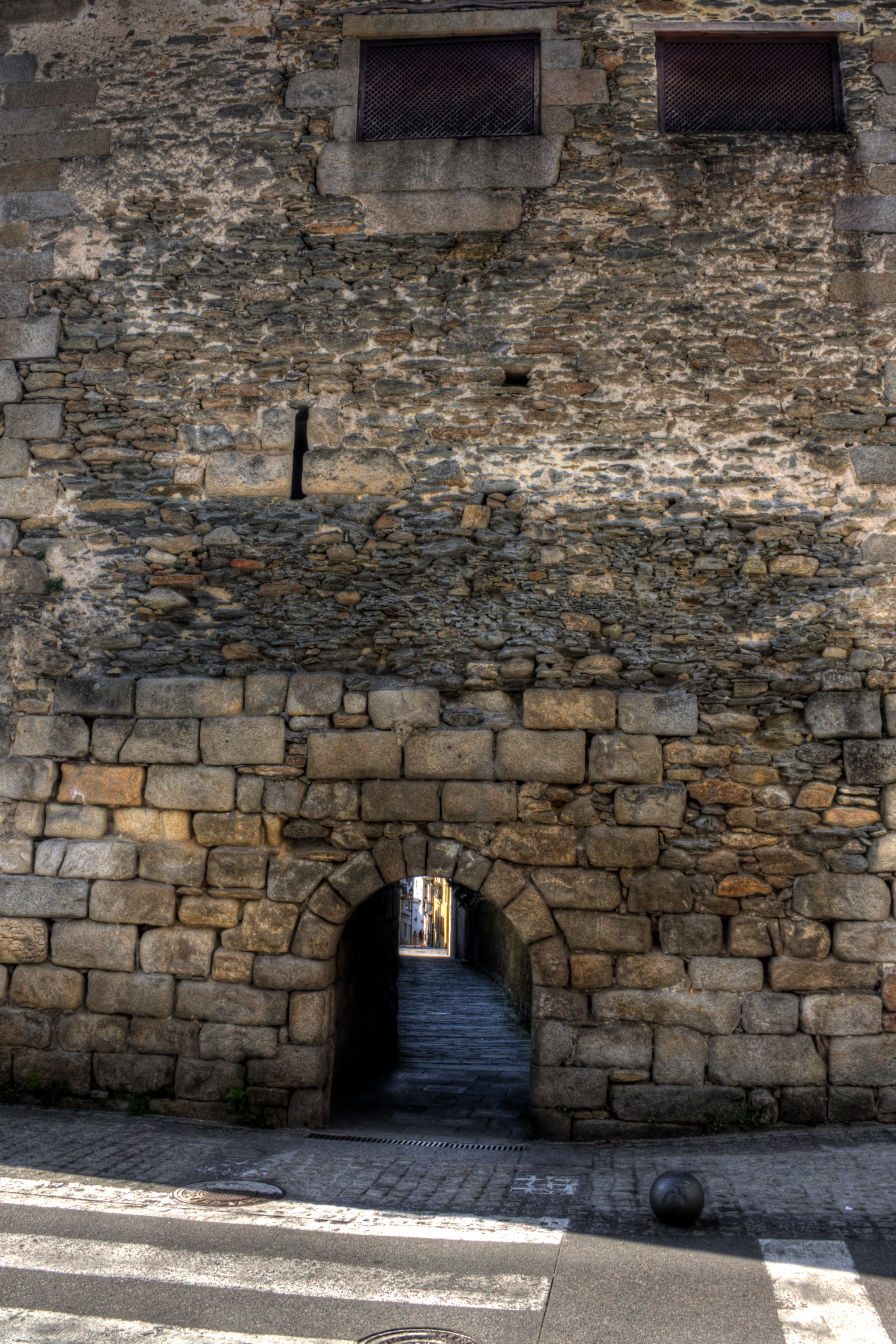
Exterior de la puerta.